# Leigh Genesis FC
Leigh Genesis FC is een Engelse voetbalclub uit Leigh, Greater Manchester.
De club werd in 1896 opgericht als Horwich RMI en speelde onder die naam tot 1995. Toen besefte het bestuur dat het stadion Grundy Hill niet goed genoeg was voor de ambitieuze club die wilde klimmen in de voetbalpiramide. Er werd besloten te verhuizen naar Hilton Park, de thuishaven van rugbyclub Leigh Centurions. De naam van de club werd toen veranderd in Leigh RMI.
Vijf jaar later bereikte de club de Football Conference, het hoogste niveau in het non-leaguevoetbal. Na enkele seizoenen leek het goed te gaan maar in 2003/04 werd de club voorlaatste en zou degraderen naar de nieuwe Conference North maar bleef van degradatie gespaard doordat er te weinig clubs uit de Northern Premier League aanspraak maakten op promotie en doordat Margate FC de licentie verloor. Dit was echter uitstel van executie, want het volgende seizoen eindigde de club als laatste.
2005/06 was een nieuwe catastrofe met een voorlaatste plaats in de Conference North, maar opnieuw bleef de club degradatie bespaard nadat Canvey Island FC zich terugtrok uit de Conference National.
Aangezien het rugby populairder is dan voetbal doordat de Centurions in een van de hoogste leagues van het land spelen, komen er gemiddeld 200 toeschouwers naar het voetbal. Er waren plannen om opgeslorpt te worden door FC United of Manchester, maar dit ging niet door omdat de United-supporters hun eigen identiteit wilden bewaren.